# Melanitis pseudaswa
Melanitis pseudaswa är en fjärilsart som beskrevs av Hans Fruhstorfer 1908. Melanitis pseudaswa ingår i släktet Melanitis och familjen praktfjärilar. Inga underarter finns listade i Catalogue of Life.